# 第36回ベルリン国際映画祭
第36回ベルリン国際映画祭は1986年2月14日から25日まで開催された。

## 概要
コンペティション部門には24本の長編、16本の短編が出品され、西ドイツのドラマ映画『Stammheim』が金熊賞を受賞した。
審査委員長であったジーナ・ロロブリジーダは銀熊賞を受賞した『ジュリオの当惑』を金熊賞に推していたが、『Stammheim』と『ジュリオの当惑』の投票数は僅かの差であったため、記者会見において、この結果は以前から決定していたと発言して不快感を表した。

## 受賞
- 金熊賞：『Stammheim』(ラインハルト・ハウフ)
- 銀熊賞
  - 審査員特別賞：『ジュリオの当惑』 (ナンニ・モレッティ)
  - 監督賞：ゲオルギー・シェンゲラーヤ (『若き作曲家の旅』)
  - 男優賞：トゥンジェル・クルティズ (『Hiuh hagdi』)
  - 女優賞：シャルロット・ヴァランドレイ (『ルージュ・ベーゼ/15才の恋』)、マルセリア・カルターホウ (『A hora da estrela』)
  - 銀熊賞(芸術貢献賞)：『鑓の権三』 (篠田正浩)
  - 特別個人業績賞：『カラヴァッジオ』 (デレク・ジャーマン)

## 上映作品

### コンペティション部門
長編映画のみ記載。アルファベット順。邦題がついていない場合は原題の下に英題。
| 題名 原題                                                             | 監督                                                          | 製作国                         |
| --------------------------------------------------------------------- | ------------------------------------------------------------- | ------------------------------ |
| A hora da estrela (Hour of the Star)                                  | スザナ・アマラル                                              | ブラジル                       |
| 若き作曲家の旅 Akhalgazrda kompozitoris mogzauroba                    | ゲオルギー・シェンゲラーヤ                                    | ソビエト連邦                   |
| Anne Trister                                                          | レア・プール                                                  | カナダ                         |
| ロンリー・ブラッド At Close Range                                     | ジェームズ・フォーリー                                        | アメリカ合衆国                 |
| カラヴァッジオ Caravaggio                                             | デレク・ジャーマン                                            | イギリス                       |
| Das Haus am Fluß                                                      | ローランド・グラフ                                            | 東ドイツ                       |
| Elso kétszáz évem                                                     | ジュラ・マール                                                | ハンガリー                     |
| 愛の逃避行 Flucht in den Norden                                       | インゲモ・エングストローム                                    | 西ドイツ フィンランド          |
| キルソドム 길소뜸                                                     | イム・グォンテク                                              | 韓国                           |
| Heidenlöcher                                                          | ウォルフラム・ポールス                                        | オーストリア 西ドイツ          |
| Hiuh hagdi (The Smile of the Lamb)                                    | シモン・ドータン                                              | イスラエル                     |
| L'aube (Dawn)                                                         | ミクロシュ・ヤンチョー                                        | フランス ハンガリー イスラエル |
| ジュリオの当惑 La Messa E Finita                                      | ナンニ・モレッティ                                            | イタリア                       |
| ファンタジック・ゾーン/マニア Mania                                   | ポール・リンチ デヴィッド・D・ロバートソン ジョン・シェパード | カナダ アメリカ合衆国          |
| Mon beau-frère a tué ma soeur (My Brother-in-law Killed My Sister)    | ジャック・ルーフィオ                                          | フランス                       |
| Pas în doi (Passo Doble)                                              | ダン・ピタ                                                    | ルーマニア                     |
| ルージュ・ベーゼ/15才の恋 Rouge baiser                                | ヴェラ・ベルモン                                              | フランス 西ドイツ              |
| Скъпа моя, скъпи мой (Skupa moja, skupi moj) (My Darling, My Darling) | Eduard Zachariev                                              | ブルガリア                     |
| Stammheim - Die Baader-Meinhof-Gruppe vor Gericht                     | ラインハルト・ハウフ                                          | 西ドイツ                       |
| Teo, el pelirrojo                                                     | パコ・ルシオ                                                  | スペイン                       |
| 卍/ベルリン・アフェア The Berlin Affair                               | リリアーナ・カヴァーニ                                        | イタリア 西ドイツ              |
| トラブル・イン・マインド Trouble in Mind                              | アラン・ルドルフ                                              | アメリカ合衆国                 |
| 殺意の絆 Un complicato intrigo di donne, vicoli e delitti             | リナ・ウェルトミューラー                                      | イタリア                       |
| 鑓の権三                                                              | 篠田正浩                                                      | 日本                           |
| Älska mej! (Love Me!)                                                 | ケイ・ポラック                                                | スウェーデン                   |

### コンペティション外
- 愛と哀しみの果て – シドニー・ポラック (アメリカ)
- L.A.大捜査線/狼たちの街 – ウィリアム・フリードキン (アメリカ)
- ジュリア・ザ・レプリカント – ジェリーム・ディアマン・ベルジェール (フランス)
- ジンジャーとフレッド – フェデリコ・フェリーニ (イタリア・西ドイツ)
- ナティ物語 – ジェレミー・ケーガン (アメリカ)
- Heilt Hitler! – ヘルベルト・アハテルンブッシュ (西ドイツ)
- Karins ansikte – イングマール・ベルイマン (スウェーデン、短編)

## 日本映画
コンペティション部門に出品された篠田正浩の『鑓の権三』が芸術貢献賞(Silver Bear for an outstanding artistic contribution)を受賞した。
また、フォーラム部門で高嶺剛の『パラダイスビュー』、寺山修司の『さらば箱舟』が上映された。

## 審査員
- ジーナ・ロロブリジーダ (イタリア/女優)
- リンゼイ・アンダーソン (イギリス/監督)
- オタール・イオセリアーニ (ソ連/監督)
- イェジー・テープリッツ (ポーランド/監督・俳優)
- ヴェルナー・グラスマン (西ドイツ/プロデューサー)
- ロザウラ・レブェルタス (メキシコ/女優)
- ノルベルト・キュッケルマン (西ドイツ/脚本家)
- ルディ・フェアー (アメリカ/映画編集)
- フランソワーズ・モーピン (フランス/批評家)
- 登川直樹 (日本/批評家)
- オーガスト・コッポラ (アメリカ/)